# Grand Prix Hassan II 2013
Grand Prix Hassan II 2013 byl tenisový turnaj pořádaný jako součást mužského okruhu ATP World Tour, který se hrál v areálu Complexe Al Amal na otevřených antukových dvorcích. Konal se mezi 7. až 14. dubnem 2013 v marocké Casablance jako 27. ročník turnaje.
Turnaj s rozpočtem 467 800 eur patřil do kategorie ATP World Tour 250. Nejvýše nasazeným hráčem ve dvouhře se stal sedmnáctý hráč světa Stanislas Wawrinka ze Švýcarska.

## Mužská dvouhra

### Nasazení
| Stát         | Hráč                 | ATP1) | Nasazení |
| ------------ | -------------------- | ----- | -------- |
| Švýcarsko    | Stanislas Wawrinka   | 17.   | 1.       |
| Jižní Afrika | Kevin Anderson       | 29.   | 2.       |
| Slovensko    | Martin Kližan        | 32.   | 3.       |
| Francie      | Benoît Paire         | 33.   | 4.       |
| Rakousko     | Jürgen Melzer        | 37.   | 5.       |
| Španělsko    | Daniel Gimeno Traver | 48.   | 6.       |
| Nizozemsko   | Robin Haase          | 52.   | 7.       |
| Slovinsko    | Grega Žemlja         | 54.   | 8.       |

- 1) Žebříček ATP k 1. dubnu 2013.[1]

### Jiné formy účasti
Následující hráči obdrželi divokou kartu do hlavní soutěže:
- Younes Rachidi
- Stanislas Wawrinka
- Mehdi Ziadi

Následující hráči postoupili z kvalifikace:
- Pablo Carreño-Busta
- Marc Gicquel
- Henri Laaksonen
- Filippo Volandri

### Odhlášení
před zahájením turnaje
- Daniel Brands
- Marcel Granollers
- Marinko Matosevic
- Albert Ramos
- João Sousa
- Serhij Stachovskyj

## Mužská čtyřhra

### Nasazení
| Stát     | Hráč              | Stát      | Hráč            | ATP1) | Nasazení |
| -------- | ----------------- | --------- | --------------- | ----- | -------- |
| Rakousko | Julian Knowle     | Slovensko | Filip Polášek   | 65.   | 1.       |
| Česko    | Lukáš Dlouhý      | Austrálie | Paul Hanley     | 80.   | 2.       |
| Česko    | František Čermák  | Slovensko | Michal Mertiňák | 88.   | 3.       |
| Itálie   | Daniele Bracciali | Itálie    | Potito Starace  | 97.   | 4.       |

- 1) Žebříček ATP k 1. dubnu 2013; číslo je součtem umístění obou členů páru.

### Jiné formy účasti
Následující páry obdržely divokou kartu do hlavní soutěže:
- Yassine Id Mbarek /  Younes Rachidi
- Mohamed Saber /  Mehdi Ziadi

## Přehled finále

### Mužská dvouhra
- Tommy Robredo vs.  Kevin Anderson, 7–6(8–6), 4–6, 6–3

### Mužská čtyřhra
- Julian Knowle /  Filip Polášek vs.  Dustin Brown /  Christopher Kas, 6–3, 6–2